# Deutsche Leasing

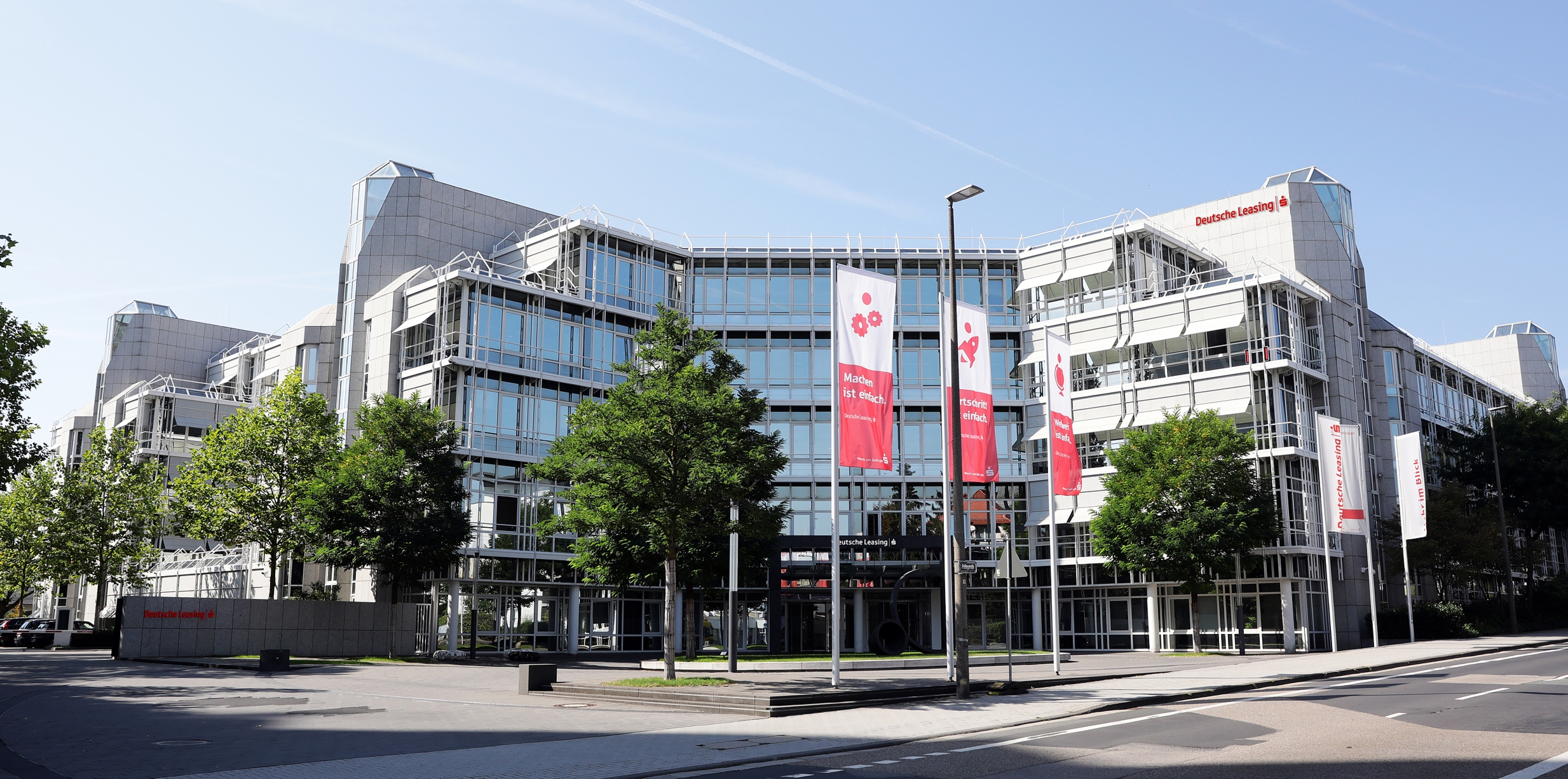
Zentrale der Deutschen Leasing in Bad Homburg

Die Deutsche Leasing AG ist ein herstellerunabhängiges Leasing-Unternehmen mit Sitz in Bad Homburg vor der Höhe. Gesellschafter sind rund 350 Sparkassen, direkt oder über Beteiligungsgesellschaften.

## Geschichte

### Gründung und Ausrichtung
Als erstes Leasing-Unternehmen Deutschlands wurde am 10. Januar 1962 die Deutsche Leasing GmbH in das Handelsregister Düsseldorf eingetragen; im selben Jahr wurde die Maschinen-Miete GmbH und ein Jahr später die Mietdienst GmbH durch Albrecht Dietz gegründet. Diese drei Unternehmen verschmolzen im Jahr 1971 zum Unternehmen Deutsche Leasing AG mit Sitz in Frankfurt. Albrecht Dietz führte bis zum Jahr 1991 als Vorstandsvorsitzender die neue Aktiengesellschaft.
Im Jahr 1970 gründete das Unternehmen die Tochtergesellschaft Deutsche Auto-Leasing GmbH. Die Deutsche Auto-Leasing GmbH führte ab 1975 erstmals in Deutschland Leasing für Privatpersonen ein. Die Gründung der LGS Leasinggesellschaft der Sparkasse GmbH im Jahr 1982 ermöglichte es dem Unternehmen, das Leasing-Angebot in das Finanzierungsangebot der Sparkassen zu integrieren. Im April 1987 bezog die Deutsche Leasing ihr Verwaltungsgebäude in Bad Homburg vor der Höhe.

### Expansion
Die erste Auslandsgesellschaft wurde 1993 in Italien gegründet. Im Jahr darauf folgten weitere Gesellschaften in Ungarn, Tschechien und Frankreich. 1995 wurde die Deutsche Leasing AG Verbundpartner der Sparkassen-Finanzgruppe. Zwei Jahre später gründete das Unternehmen die Tochtergesellschaft Polski Leasing Przemyslowy S.A. in Warschau, Polen. Eine französische Tochtergesellschaft nahm im Jahr 1999 unter dem Namen Deutsche Immobilien Leasing GmbH (DIL) ihre Geschäftstätigkeit auf und erweiterte damit das Angebot um Immobilien-Leasinggeschäfte. Zudem übernahmen Sparkassen über Beteiligungsgesellschaften die Aktien der Deutschen Leasing von mehreren Landesbanken, der Hamburger Sparkasse und der Landesgirokasse Stuttgart zu einem Preis von 635 Millionen DM. Die Deutsche Leasing begann eine Kooperation mit einem Partnerunternehmen in Russland und gründete die Deutsche Leasing Vostok.
Im Jahr 2002 gründete das Unternehmen weitere Tochterunternehmen in Spanien und der Slowakei sowie im Jahr darauf eine Tochtergesellschaft in England. Mit dem Erwerb der Mehrheit der Anteile an der Anlagen- und Grundstücksvermietungsgesellschaft mbH & Co. KG (AGV) und der Deutsche Anlagen-Leasing GmbH & Co. KG (DAL) im Jahr 2005 erweiterte die Deutsche Leasing ihr Angebot im Bereich Immobilien.
Im Jahr 2008 wurden Leasing-Gesellschaften der Finanzmarktaufsicht unterstellt. In Österreich, den Niederlanden und im Benelux-Raum eröffnete die Deutsche Leasing im Jahr 2009 jeweils eine Filiale. Bis 2012 folgten weitere Unternehmensgründungen in den Ländern Schweden, Irland, Portugal und Brasilien.
2012 übernahm die Deutsche Leasing das Unternehmen Universal Factoring; 2016 folgte die Übernahme einer Mehrheit an der Deutschen Factoring Bank.

### Jüngere Entwicklungen
Der Jahresüberschuss der Deutschen Leasing brach im Geschäftsjahr 2019/2020 um 56 % von 87 Millionen Euro auf 38 Millionen Euro ein, knüpfte jedoch 2020/2021 mit dem Jahresergebnis wieder an die Zeit vor Covid-19 an. In Reaktion auf den russischen Überfall auf die Ukraine stoppte das Unternehmen das Neugeschäft in Russland Anfang März 2023 und verkaufte schließlich das russische Tochterunternehmen. Im Juni 2023 wurde die Deutsche Leasing Ziel eines Hackerangriffs. Das Unternehmen hatte, nachdem der Angriff entdeckt worden war, seine IT-Systeme für zwei Wochen heruntergefahren. Wie Bloomberg berichtete, wurde das Jahresergebnis im Vergleich zum Vorjahr gesteigert.
Die Deutsche Leasing Gruppe beendete das Geschäftsjahr 2022/23 mit einem Neugeschäftsvolumen von 10,1 Milliarden Euro. Zu diesem Ergebnis trug auch das Neugeschäft der Tochtergesellschaft Deutsche Anlagen-Leasing bei, das sich auf 2,7 Milliarden Euro belief.
Wie Philipp Habdank in der Börsen-Zeitung im Januar 2025 berichtete, führte die Deutsche Leasing im September 2024 eine Kapitalerhöhung durch. Die Eigner bringen bis 2026 insgesamt 300 Mio. EUR ein. Zudem schrieb der Autor, dass das Unternehmen im Oktober 2024 von der Ratingagentur Fitch Ratings Ltd. zum ersten Mal die Ratingnote „A+/stable“ sowie Ende Dezember 2024 von der Ratingagentur Moody’s erstmals ein langfristiges Emittentenrating von „A2“ mit stabilem Ausblick erhalten habe.

## Produkte und Dienstleistungen (Auswahl)
Die Deutsche Leasing Gruppe bietet u. a. Leasing- und Objektfinanzierungen für Maschinen und betriebliche Einrichtungen, Fahrzeuge oder Immobilien sowie Factoring an. Darunter fallen insbesondere Finanzierungsangebote für erneuerbare Energie, den Netzausbau und Infrastruktur. Ihren Vertriebspartnern bietet die Deutsche Leasing Gruppe Absatzfinanzierungsprodukte sowie Händlereinkaufsfinanzierungen an.

## Unternehmensstruktur
Das Unternehmen ist Teil der Sparkassen-Finanzgruppe, und ca. 350 Sparkassen sind über ihren Verbundbereich die Gesellschafter. Die Deutsche Leasing Gruppe wird u. a. durch ihre Geschäftsfelder sowie durch die Tochtergesellschaften DAL Deutsche Anlagen-Leasing GmbH & Co. KG, Deutsche Leasing Finance GmbH, Vent.io GmbH, Deutsche Factoring Bank GmbH & Co. KG sowie weitere auf das Asset-Finance- bzw. Asset-Service-Segment ausgerichtete Tochtergesellschaften und Beteiligungen im In- und Ausland repräsentiert. Das Unternehmen hat Tochtergesellschaften in mehr als 20 verschiedenen Ländern in Europa, Asien und Amerika. Der Fokus des Unternehmens richtet sich auf das Business-to-Business-Geschäft mit mittelständischen Unternehmen. Die Bilanzsumme des Unternehmens betrug im Geschäftsjahr 2023/24 rund 24,7 Mrd. EUR, das Neugeschäftsvolumen lag bei 10,3 Mrd. EUR.
Als Vertriebsweg nutzt die Deutsche Leasing das Sparkassengeschäft, bei dem die Sparkassen auf die Angebote der Deutschen Leasing zugreifen und diese ihren Kunden offerieren können. Zudem hat das Unternehmen das Direktgeschäft, um über den Kreis der Sparkassen-Kunden hinaus ihr Angebot zu unterbreiten. Schließlich ist das Partnergeschäft durch Zusammenarbeit mit Händlern und Verkäufern ein weiterer Vertriebsweg.

### Tochtergesellschaften und Beteiligungen
(Quelle:)
- Deutsche Anlagen-Leasing GmbH & Co. KG: konzentriert sich auf die Strukturierung und das Arrangieren von Großprojekten; bietet Finanzierungen für Immobilien, Transport und Logistik sowie Infrastruktur und Versorgung an. Über sie werden auch Grünstromprojekte der Gruppe entwickelt, wobei sie sich sowohl mit der Energieerzeugung als auch der -speicherung beschäftigt.[38][39]
- Deutsche Leasing Insurance Services GmbH: übernimmt das Versicherungsgeschäft in der Unternehmensgruppe.
- Deutsche Leasing Finance GmbH: bietet objektbezogene Kreditfinanzierungen an, insbesondere Investitionskredite und Händlereinkaufsfinanzierungen. Die Finanzierungen können über die Sparkassen als Zusatz zum bestehenden Kreditangebot beantragt, und durch die direkte Einbindung ohne zusätzlich Unterlagen und Wartezeiten genehmigt werden.[40]
- Deutsche Factoring Bank GmbH & Co. KG: ist für das Factoring und Forderungsmanagement zuständig. Sie übernimmt Forderungen von Unternehmen aus Lieferungen und Leistungen gegenüber deren Kunden.[41] Die Deutsche Factoring Bank arbeitet auch mit ausländischen Factoring-Abnehmern zusammen und ist Teil des internationalen Factors Chain International Verbandes.[42]
- Bad Homburger Inkasso GmbH: wird in den Bereichen Forderungsausfall und Verwertung von Sicherheiten tätig. Verschiedene Stadtverwaltungen nutzen das Inkasso-Angebot.[43][44]
- S-Kreditpartner GmbH: unterbreitet Angebote für private Auto- und Konsumentenkredite.
- Vent.io: ausgerichtet auf digitale Geschäftsmodelle, investiert in oder kooperiert mit B2B-Start-ups; entwickelt digitale Kunden- und Partnerschnittstellen sowie Anwendungen im Bereich Data Science.[45]

## Belege
1. 1 2 3  Albrecht Dietz: Leasing im Jubiläumsjahr. In: Handelsblatt. 2. April 1987.
2. ↑  Vorstand. Abgerufen am 13. April 2022.
3. 1 2 3  Geschäftsbericht 2023/24. (PDF) Abgerufen am 31. März 2025.
4. 1 2 3  Geschäftsbericht 2020/21. (PDF) Abgerufen am 19. Mai 2022.
5. ↑  Albrecht Dietz 75 Jahre. In: Frankfurter Allgemeine Zeitung. 10. März 2001.
6. ↑  Albrecht Dietz. In: Börsen-Zeitung. 27. März 2012.
7. ↑  Deutsche Auto-Leasing investiert täglich zwei Millionen DM. In: Frankfurter Allgemeine Zeitung. 21. September 1995.
8. 1 2  Geschichte. Abgerufen am 19. Mai 2022.
9. ↑  Andreas Dietz: Der Siegeszug einer grandiosen Idee. In: Handelsblatt. 2. April 1987.
10. ↑  Deutsche Leasing / Zufrieden mit Umsatz und Ertrag. Spezialisierung staerkte die Position im Markt. In: Handelsblatt. 12. März 1987.
11. ↑  Deutsche Leasing / Risikovorsorge stark ausgebaut. Im Neugeschaeft tendiert Zuwachsrate gegen Null. In: Handelsblatt. 23. März 1993.
12. ↑  Deutsche Leasing wird immer europaeischer. In: Süddeutsche Zeitung. 23. November 1993.
13. ↑  Deutsche Leasing steigert Neugeschäft – In Kürze auch in Warschau aktiv – Dividendenkontinuität. In: Börsen-Zeitung. 21. März 1997.
14. ↑  DIL startet in Frankreich. In: Frankfurter Allgemeine Zeitung. 10. Februar 1999.
15. ↑  Sparkassen übernehmen Deutsche Leasing AG. In: Frankfurter Allgemeine Zeitung. 16. April 1999.
16. ↑  Deutsche Leasing wird in Russland aktiv. In: Handelsblatt. 20. Oktober 1999.
17. ↑  Claudia Wanner: Deutsche Leasing wächst kräftig in Europa – Expansion nach Großbritannien geplant. In: Financial Times Deutschland. 9. Juli 2002.
18. ↑  Deutsche Leasing baut Auslandsgeschäft aus. In: Handelsblatt. 18. September 2001.
19. ↑  Cadi: Deutsche Leasing wächst gegen den Branchentrend. In: Die Welt. 25. Februar 2003.
20. ↑  Deutsche Leasing übernimmt zwei Wettbewerber. In: Frankfurter Allgemeine Zeitung. 15. März 2005.
21. ↑  Anja Struve: Deutsche Leasing erwirbt zwei Konkurrenten. In: Die Welt. 15. März 2005.
22. ↑  Dagmar Deckstein: Deutschlands stärkster Investor. In: Süddeutsche Zeitung. 12. April 2012.
23. ↑  Christiane Lang: Deutsche Leasing diversifiziert in neue Branchen. In: Börsen-Zeitung. 15. Juni 2010.
24. ↑  Deutsche Leasing geht nach Brasilien. In: Frankfurter Allgemeine Zeitung. 6. März 2012.
25. ↑  Michael Hedtstück: Deutsche Leasing entert Factoring-Markt. In: Finance. 29. Juni 2012, abgerufen am 12. Dezember 2023 (deutsch).
26. ↑  Antonia Kögler: Deutsche Leasing bündelt Factoring-Geschäft in Bremen. In: Finance. 5. Juli 2016, abgerufen am 25. November 2023 (deutsch).
27. ↑  Dennis Schwarz: Deutsche Leasing spürt Folgen der Coronakrise – Ergebnis bricht ein. In: Handelsblatt. 17. März 2021, abgerufen am 25. November 2023.
28. ↑  Tobias Fischer: Deutsche Leasing lässt Pandemie hinter sich. In: Börsen-Zeitung. 14. März 2022.
29. ↑  Tobias Fischer: Deutsche Leasing knüpft an Vor-Corona-Zeiten an. In: Börsen-Zeitung. 10. März 2022.
30. ↑  Deutsche Leasing zieht sich aus Russland zurück. Deutsche Leasing, 10. Mai 2023, abgerufen am 13. Dezember 2023.
31. ↑  Elisabeth Atzler: Sparkassentochter Deutsche Leasing stellt das Neugeschäft in Russland ein. In: Handelsblatt. 14. März 2022, abgerufen am 25. November 2023.
32. ↑  Elisabeth Atzler: Systeme bei Deutsche Leasing seit fast einer Woche abgeschaltet. In: Handelsblatt. 9. Juni 2023, abgerufen am 25. November 2023.
33. ↑  Elisabeth Atzler: Zwei Wochen nach dem Hackerangriff kann die Deutsche Leasing ihre Systeme wieder hochfahren. In: Handelsblatt. 18. Juni 2023, abgerufen am 25. November 2023.
34. ↑  Stephan Kahl: Sparkassen-Tochter Deutsche Leasing hält Neugeschäft stabil trotz Hacker-Angriff. In: Bloomberg.com. 20. März 2024 (bloomberg.com [abgerufen am 16. Dezember 2024]).
35. 1 2  Geschäftsbericht 2022/23. In: Deutsche Leasing AG. Abgerufen am 12. Dezember 2024.
36. ↑  Deutsche Leasing AG, Bad Homburg vor der Höhe. In: FLF. 3. Mai 2024, abgerufen am 29. Januar 2025.
37. ↑  Philipp Habdank: Deutsche Leasing erhält zweites Rating. In: Börsen-Zeitung. 7. Januar 2025, abgerufen am 31. Januar 2025.
38. ↑  Transformation im Team – wie Nachhaltigkeit gelingt. In: Börsen-Zeitung, 11. Mai 2022.
39. ↑  Maria Müller: Langsame Fahrt ins Grüne Ob erneuerbare Energien oder Elektromobilität: Leasinganbieter setzen allmählich auf Umwelttechnik. In: Financial Times Deutschland,  31. Oktober 2011.
40. ↑  Aus der Region – für die Region. In: Lübecker Nachrichten, Ausgabe Lübeck, 17. Oktober 2021.
41. ↑  Dennis Schwarz: Deutsche Leasing spürt Folgen der Coronakrise – Ergebnis bricht ein. In: Handelsblatt, 17. März 2021.
42. ↑  Liquidität für die Internationalisierung. In: Börsen-Zeitung, 10. Februar 2018.
43. ↑  Zeller Rathaus macht Ernst. In: Südkurier Bad Säckingen. 17. Mai 2018
44. ↑  Patrick Nowicki Eschweiler: Inkasso-Firma macht sich kaum bezahlt. In: Aachener Nachrichten. 4. Mai 2018
45. ↑  Kevin Knitterscheidt: Raus aus der Effizienzfalle. In: Handelsblatt. 1. Juni 2022.